# Jacek Krzynówek
Jacek Kamil Krzynówek [ˈjatsɛk kʃɨˈnuvɛk] (* 15. Mai 1976 in Kamieńsk) ist ein ehemaliger polnischer Fußballspieler. Zu den Qualitäten des Mittelfeldspielers, der meist auf der linken Außenbahn eingesetzt wurde, gehörten seine Schnelligkeit und seine Schusstechnik und -kraft, die ihn zu einem Spezialisten für Distanzschüsse und Freistöße machten.

## Laufbahn

### Vereine
Er begann seine Karriere bei den polnischen Vereinen LZS Chrzanowice, RKS Radomsko, Rakow Częstochowa und GKS Bełchatów. Von letzterem Verein verpflichtete ihn der damalige Zweitligist 1. FC Nürnberg für die Saison 1999/2000 gegen eine Leihgebühr von 200.000 D-Mark. Er wurde beim FCN zum Stammspieler und einem der besten Zweitligaspieler und stieg mit der Mannschaft 2000/01 in die Bundesliga auf. Daher war es überraschend, dass er zu Beginn der Saison 2001/02 seinen Stammplatz an Lars Müller verlor. Erst ab Ende der Hinrunde gehörte er wieder zur Startelf. In der Vorbereitung zur Saison 2002/03 erlitt er einen Kreuzbandriss, sodass er die gesamte Hinrunde verpasste. In der Rückrunde spielte er wieder, stieg jedoch mit dem 1. FC Nürnberg ab. Der Verein gab Krzynówek aus finanziellen Gründen ab. Mit Bayer 04 Leverkusen fand sich ein neuer Arbeitgeber, der jedoch selbst wegen eines finanziellen Engpasses nur bereit war, Krzynówek zur Saison 2004/05 zu verpflichten. So spielte er noch ein weiteres Jahr für den Nürnberger Club in der 2. Bundesliga und trug mit seinen zwölf Treffern in der Saison 2003/04 zum sofortigen Wiederaufstieg bei.
Ab 2004 spielte er dann wie vereinbart in Leverkusen. Dort knüpfte er zunächst nahtlos an seine guten Leistungen an. Auch in der UEFA Champions League zeigte er sein Können und war beim 3:0-Sieg Leverkusens am 15. September 2004 gegen Real Madrid mit einem Treffer und einer Vorlage einer der besten Spieler. In der Saison 2005/06 wurde er jedoch, beeinträchtigt durch eine langwierige Knieverletzung, nur noch selten berücksichtigt und wechselte daher für die Saison 2006/07 zum VfL Wolfsburg. Dort trainierte er erneut unter Klaus Augenthaler, mit dem er schon in Nürnberg und Leverkusen zeitweise gearbeitet hatte, bis zu dessen Wechsel 2007.
Am 2. Februar 2009 wurde Krzynówek nach dem Abgang von Szabolcs Huszti von Hannover 96 als neuer Mittelfeldakteur verpflichtet. In seinem zweiten Spiel gelang ihm durch einen direkt verwandelten Freistoß sein erstes Tor für Hannover 96. Nachdem er seit 2010 vereinslos war, verkündete Krzynówek am 15. August 2011 das Ende seiner Spielerkarriere. In der deutschen Eliteklasse hatte der Pole in 178 Partien 24 Tore geschossen.

### Nationalmannschaft
Er absolvierte 96 Spiele für die polnische Nationalmannschaft, in denen er 15 Treffer erzielte. Er nahm mit ihr an der WM 2002 in Japan und Südkorea, der WM 2006 in Deutschland und der EM 2008 in Österreich und der Schweiz teil. Bei beiden Weltmeisterschaften (2002 und 2006) absolvierte er alle drei Vorrundenspiele.

## Auszeichnungen
In den Jahren 2003 und 2004 wurde Krzynówek in Polen zum Fußballer des Jahres gewählt.